# Турбіна Парсонса
Турбіна Парсонса — парова турбіна реактивного типу, розроблена та запатентована у 1883 році британським винахідником Чарлзом Парсонсом. Перший екземпляр був поєднаний з електрогенератором та використовувався для генерації електроструму. Пізніше Парсонс заснував компанію Parsons Marine Steam Turbine Company, що виробляла турбіни як двигуни для суден.

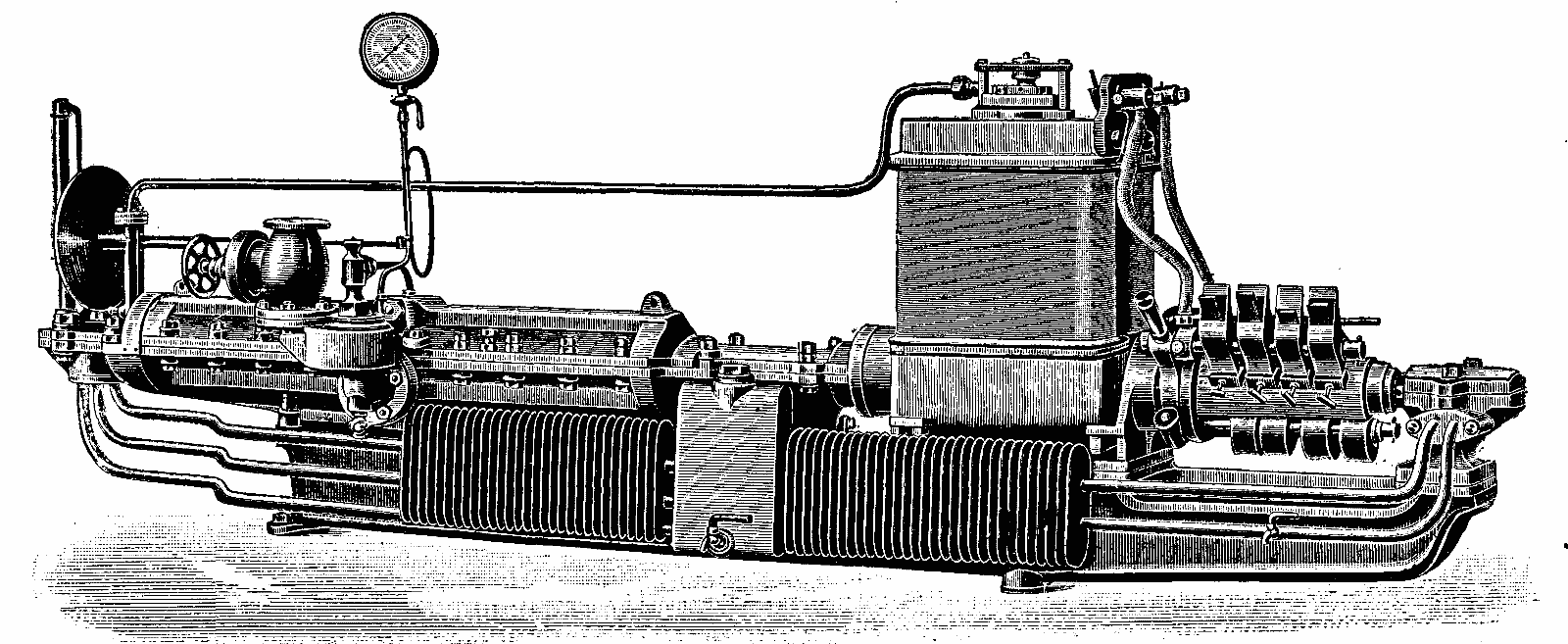
Зовнішній вигляд турбіни Парсонса

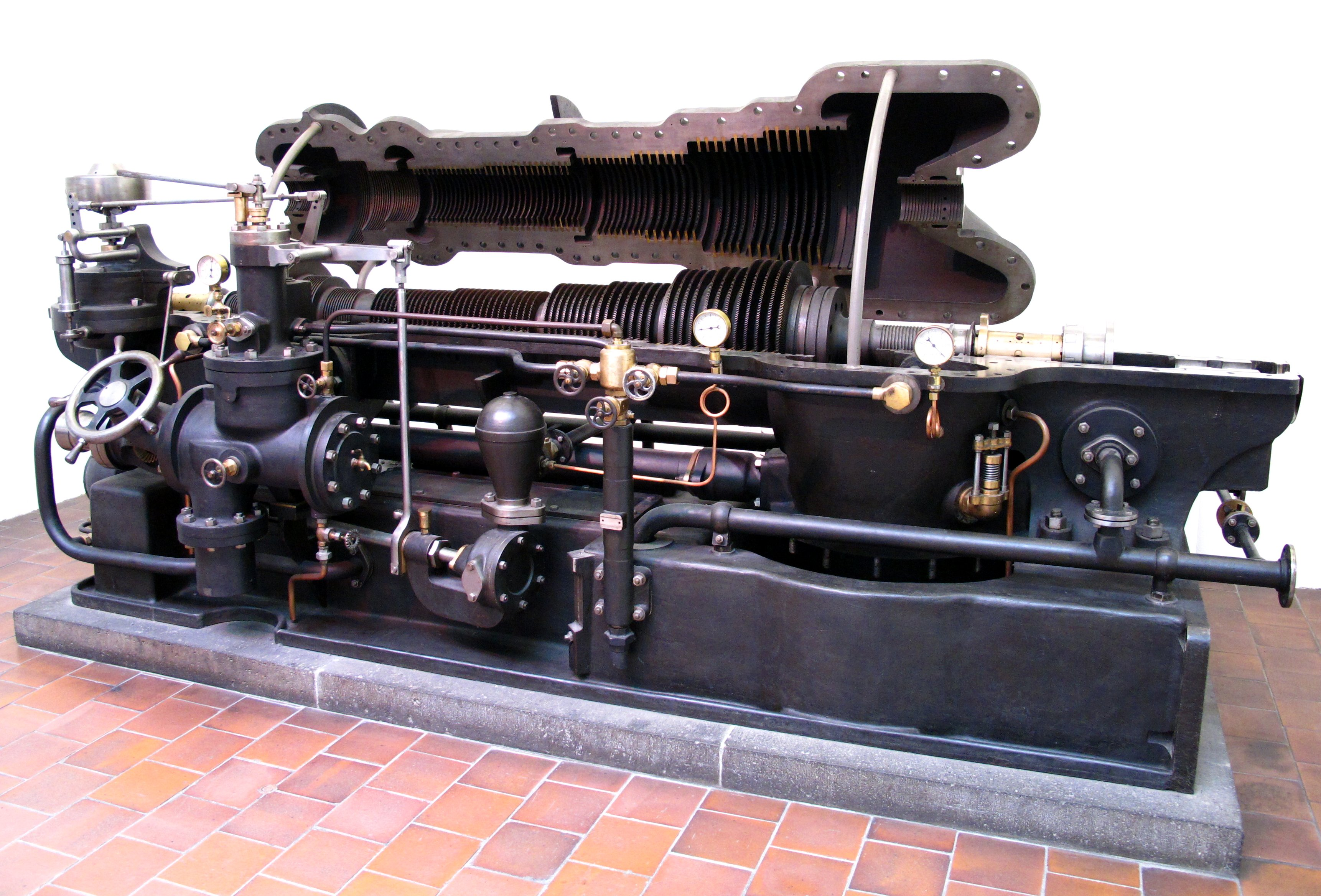
Та її внутрішня конструкція

Турбіну запатентував у 1884 році Чарлз Парсонс. Відрізнялася від імпульсної парової турбіни, винайденої Густавом де Лавалем у 1883 році, тим, що працювала як реакційна турбіна і мала кілька осьових ступенів потоку, що складалися з напрямних і роторних лопатей. Турбіна Парсонса була дещо складнішою за конструкцією, але досягла кращого ККД і її було легше адаптувати до збільшення тиску пари та продуктивності. 
Завдяки своїй передовій технології турбіна Парсонса швидко зарекомендувала себе та збиралася тисячі разів як для стаціонарної роботи для виробництва електроенергії, так і для приводу кораблів. Пізніше розробки парових турбін, такими інженерами як Джордж Вестінгауз, Генріх Зеллі, Огюст Рато та інші, були засновані на винаході Парсонса та вдосконалили його конструкцію.